# Daling (sockenhuvudort i Kina, Heilongjiang Sheng, lat 45,51, long 127,11)
Daling (kinesiska: 大岭, 大岭乡) är en sockenhuvudort i Kina. Den ligger i provinsen Heilongjiang, i den nordöstra delen av landet, omkring 46 kilometer sydost om provinshuvudstaden Harbin. Antalet invånare är 15 853. Befolkningen består av 7 721 kvinnor och 8 132 män. Barn under 15 år utgör 12,0 %, vuxna 15-64 år 80 %, och äldre över 65 år 6,0 %.
Runt Daling är det ganska tätbefolkat, med 239 invånare per kvadratkilometer. Närmaste större samhälle är Acheng, 11,4 km väster om Daling. Omgivningarna runt Daling är en mosaik av jordbruksmark och naturlig växtlighet.
Genomsnittlig årsnederbörd är 855 millimeter. Den regnigaste månaden är juli, med i genomsnitt 188 mm nederbörd, och den torraste är januari, med 7 mm nederbörd.